# Фалко-Поцо (Вибо Валенција)
Фалко-Поцо је насеље у Италији у округу Вибо Валенција, региону Калабрија.
Према процени из 2011. у насељу је живело 59 становника. Насеље се налази на надморској висини од 216 м.